# 三种文化广场
19°27′4″N 99°08′14″W / 19.45111°N 99.13722°W

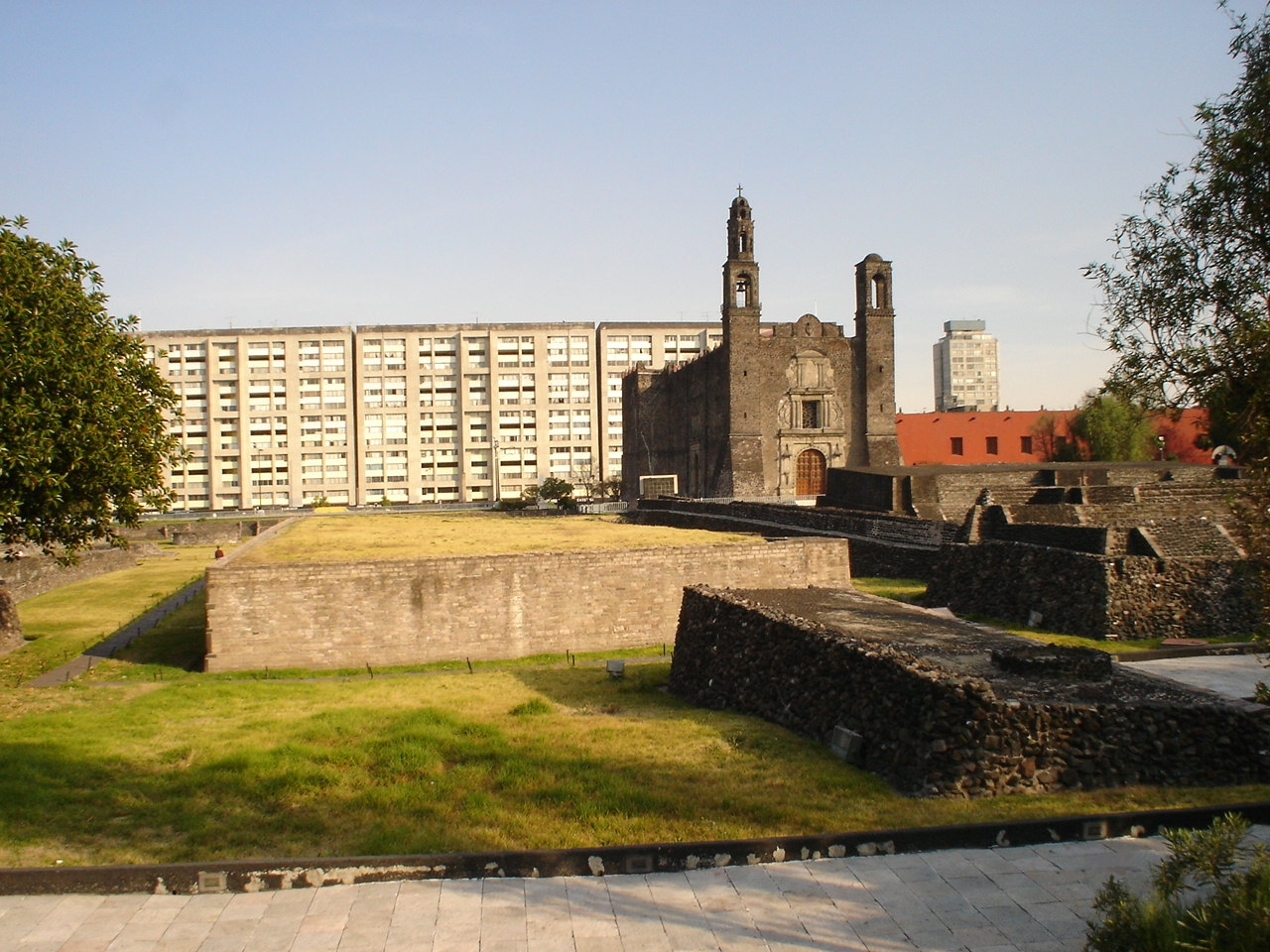
三种文化广场

三种文化广场（Plaza de las Tres Culturas）是墨西哥城特拉特洛尔科的主要广场。“三种文化”是指反映墨西哥历史的三个时期：前哥伦布、西班牙殖民地，以及独立的麥士蒂索人国家的不同建筑。该广场由墨西哥建筑师Mario Pani设计，完成于1966年

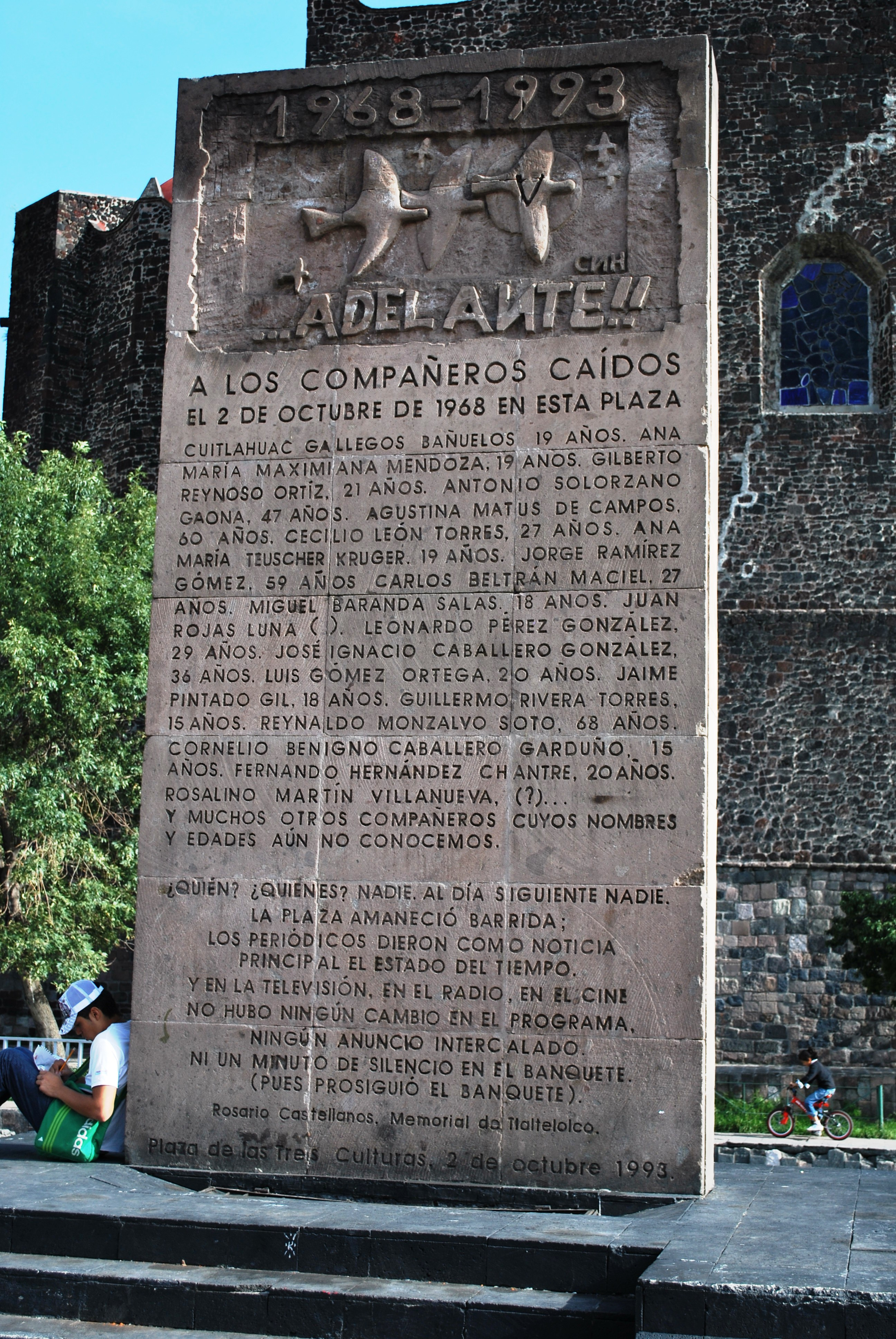
三种文化广场内特拉特洛尔科屠杀纪念碑

广场上有阿兹特克神庙遗址，旁边是建于16世纪的天主教教堂,，以及建于1964年的大型住宅区。
墨西哥外交部也曾经坐落在广场南侧，现在改为Memorial 68纪念馆，由墨西哥国立自治大学开设于2007年10月，以纪念1968年墨西哥学生示威和特拉特洛尔科屠杀遇难者和幸存者。在广场南侧，1993年10月2日，大屠杀25周年之际，竖立起一块巨大的石碑，纪念数百名遇难者。